# 阿蒂庫斯·沙弗爾
阿蒂庫斯·沙弗爾（Atticus Shaffer，1998年6月19日—）是美國的一位演員。他最著名的作品是在ABC情景喜劇左右不逢源中飾演Brick Heck角色。